# El gran Jack
El gran Jack (título original: Big Jake) es un western de 1971 dirigido por George Sherman y protagonizado por John Wayne y Maureen O'Hara. Fue también la última película dirigida por George Sherman.

## Argumento
Es el año 1909 en los Estados Unidos. El salvaje oeste empieza a ser reemplazado por el mundo moderno con la aparición de los primeros coches, la cultura y el confinamiento garantizado de los indios en las reservas. Aun así todavía hay mucha violencia en el lugar. 
En toda esa atmósphera el legendario Jack McCandles, que no ha visto a su esposa Martha desde hace 18 años, regresa a su hogar, un gran rancho, cuando se entera de que una banda de forájidos bajo el mando de John Fain ha cometido una matanza en su hogar, herido a uno de sus hijos y secuestrado a su nieto menor de edad Jack, que no conoce, para exigir un millón de dólares a cambio de su liberación. 
La ley persigue a los secuestradores en desvencijados automóviles, pero son vencidos. Entonces Jack cabalga con un explorador indio, que ha vivido con él durante su ausencia de su hogar. Le acompañan sus otros dos hijos sanos y presuntamente lleva una caja con el dinero del rescate que le ha entregado su esposa. Sin embargo en la caja no hay dinero. Solo hay recortes de periódico, ya que el rescate no entra en los planes de ambos después de todo lo que hicieron y sabiendo Martha que él tiene las habilidades para acabar con los forájidos . Quieren rescatar a su nieto matando para ello a los forájidos.
Cuando sus hijos se enteran de ello, deciden ayudar para que el plan salga bien y puedan aun así salvar al niño. Finalmente llegan al lugar donde tienen que entregar el dinero del rescate teniendo que protegerlo por el camino de gente que quería robarlo para sí. Durante la entrega de ese "dinero", Jack con la ayuda de sus hijos y de su explorador indio, consiguen tenderles una trampa, liberar a su nieto y matar a los forájidos, aunque muere durante el enfrentamiento su compañero indio.   
Después del enfrentamiento a muerte, en el que su nieto finalmente conoce a su abuelo, la familia decide volver luego a casa y Jack, que quedó levemente herido en la lucha, decide esta vez quedarse allí con su esposa.

## Reparto
- John Wayne - Jack McCandles
- Richard Boone - John Fain
- Patrick Wayne - James McCandles
- Christopher Mitchum - Michael McCandles
- Bruce Cabot - Sam Sharpnose
- Bobby Vinton - Jeff McCandles
- Glenn Corbett - O'Brien, Aka Breed
- John Doucette - Capitán Buck Duggan de los Texas Ranger
- John Agar - Bert Ryan
- Maureen O'Hara - Martha McCandles
- Ethan Wayne - Pequeño Jack

## Producción
La película se rodó en México entre octubre y diciembre de 1970. John Wayne, que era amigo de George Sherman, dirigió partes de la película a causa de la mala salud de George Sherman, aunque siempre insistió en que el único que debía figurar en los créditos como director era Sherman.